# Список послов США в Таджикистане
До 1991 года Таджикистан был в составе Советского Союза как Таджикская Советская Социалистическая Республика. 25 декабря 1991 года, после распада Советского Союза, Таджикистан объявил о своей независимости, и в тот же день правительство США признало независимость государства. Дипломатические отношения между двумя странами были установлены 19 февраля 1992 года.
25 октября 1992 года, через шесть дней после прибытия посла Стэнли Эскудеро, посольство США в Душанбе было закрыто, а весь персонал США был эвакуирован из-за гражданской войны в Таджикистане. Однако 11 марта 1993 года посольство вновь возобновило свою работу.
В статье представлен список послов США в Таджикистане.

## Список послов
| Фото | Посол                 | Срок полномочий                   | Комментарии                  |
| ---- | --------------------- | --------------------------------- | ---------------------------- |
|      | Эдмунд Маквильямс     | 13 марта 1992 — октябрь 1992      | Временный поверенный в делах |
|      | Стэнли Эскудеро       | 19 октября 1992 — 1 июня 1995     |                              |
|      | Р. Грант Смит         | 31 июля 1995 — 21 августа 1998    |                              |
|      | Роберт Финн           | 11 ноября 1998 — 13 июля 2001     |                              |
|      | Франклин Хаддл        | 26 октября 2001 — 9 октября 2003  |                              |
|      | Ричард Хоугланд       | 24 ноября 2003 — 3 августа 2006   |                              |
|      | Трейси Энн Джейкобсон | 4 сентября 2006 — 27 июля 2009    |                              |
|      | Кеннет Гросс          | 2 октября 2009 — 12 июля 2012     |                              |
|      | Сьюзен Эллиотт        | 19 октября 2012 — 5 октября 2015  |                              |
|      | Элизабет Миллард      | 11 марта 2016 — 31 августа 2017   |                              |
|      | Кевин Коверт          | 31 августа 2017 — 22 февраля 2019 | Временный поверенный в делах |
|      | Джон Марк Поммершайм  | 22 февраля 2019 — 2 декабря 2022  |                              |
|      | Мануэль Микаллер      | 13 февраля 2023 — наст. время     |                              |